# V718 Coronae Australis
V718 Coranae Australis eller HD 171967, är en ensam stjärna belägen i södra delen av stjärnbilden Södra kronan. Den har en högsta skenbar magnitud av ca 5,43 och är svagt synlig för blotta ögat där ljusföroreningar ej förekommer. Baserat på parallax enligt Gaia Data Release 3 på ca 5,19 mas beräknas den befinna sig på ett avstånd av ca 630 ljusår (ca 193parsec) från solen. Den rör sig bort från solen med en heliocentrisk radialhastighet av ca 29 km/s. På dess nuvarande avstånd är V718 Coronae Australis ljusstyrka minskad med 0,37 magnitud på grund av skymning av interstellärt stoft.

## Observation

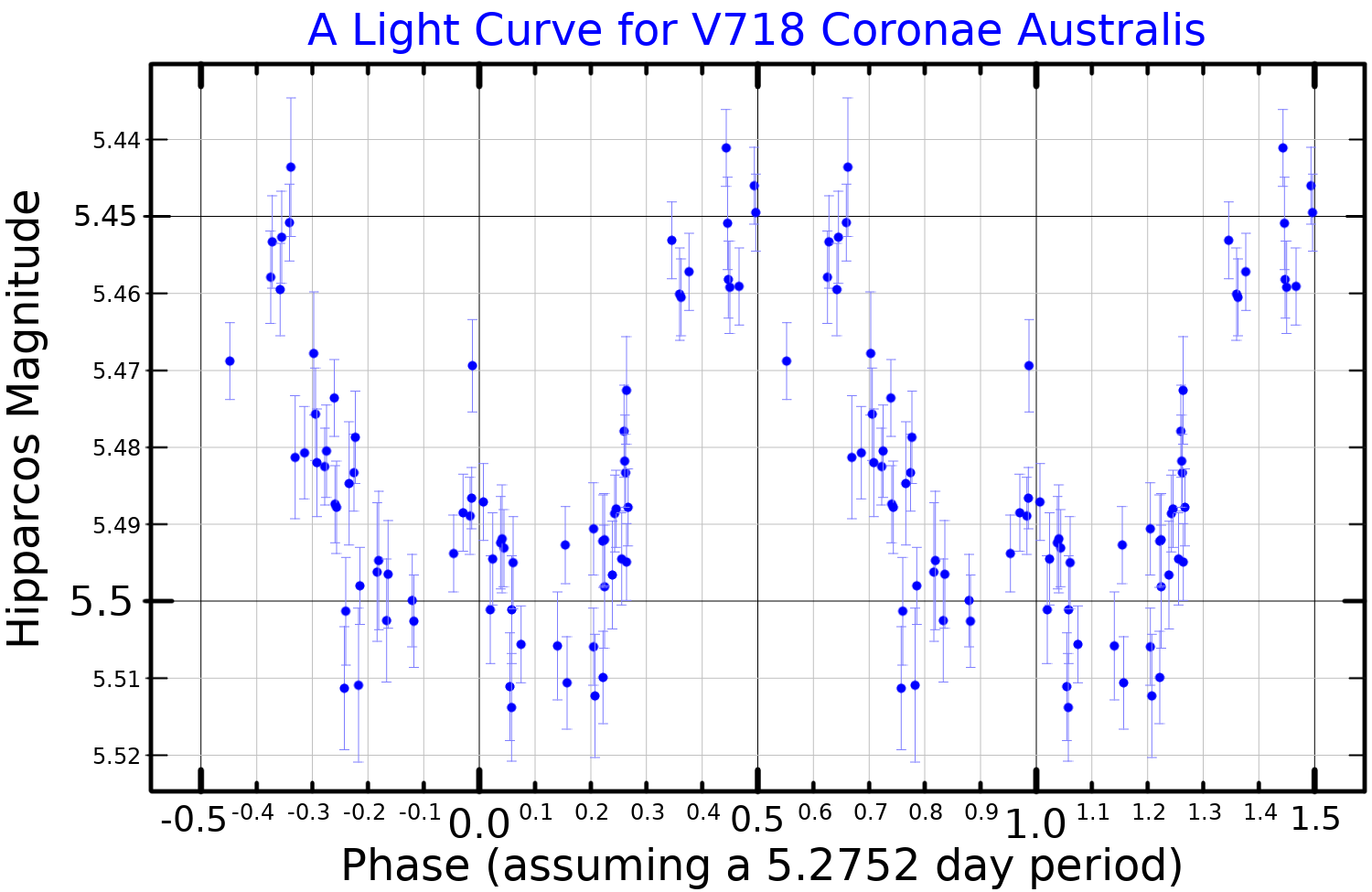
Ljuskurva för V718 Coronae Australis, anpassad från Hipparcos-data.

Objektet uppmärksammades först vara potentiellt variabelt av Olin J. Eggen 1973. Dess variation bekräftades 1999 efter efterföljande observationer och den fick variabelbeteckningen V718 Coronae Australis. Observationer från Koen & Laney (2000) visar att V718 Coronae Australis varierar i två perioder på 5,37 och 71,1 dygn. Den är en långsam irreguljär variabel av undertyp Lb som varierar mellan skenbar magnitud 5,45 och 5,51 i Hipparcos passband.

## Egenskaper
V718 Coronae Australis är en röd till orange jättestjärna av spektralklass M2 III som ligger på asymptotiska jättegrenen och har nukleär fusion av väte och helium i skal krig en inaktiv kolkärna. Den har en massa av ca 1,5 solmassa och en radie av ca 100 solradier. Den anger energi från dess fotosfär motsvarande ca 1 000 gånger solen vid en effektiv temperatur av ca 3 700 K. Oscillationsmätningar från Koen & Laney (2000) ger en massa på 2 solmassor.